# Proisotoma antigua
Proisotoma antigua är en urinsektsart som först beskrevs av James P. Folsom 1937.  Proisotoma antigua ingår i släktet Proisotoma och familjen Isotomidae. Inga underarter finns listade i Catalogue of Life.